# A5高速公路 (保加利亞)
A5高速公路，又稱黑海高速公路，是保加利亞一條部分通車的高速公路，連接黑海海岸兩大城市——北部的瓦爾納和南部的布爾加斯，完成後全長103公里。目前只有10公里通車。